# آتشگاه کل‌کنگ
تپه آتشگاه کل‌کنگ مربوط به دوره اشکانیان - دوره ساسانیان است و در شهرستان زهک، بخش جزینک، دهستان جزینک، ۱ کیلومتری شمال شرقی روستای کل کنگ واقع شده و این اثر در تاریخ ۲۸ شهریور ۱۳۸۶ با شمارهٔ ثبت ۱۹۶۵۰ به‌عنوان یکی از آثار ملی ایران به ثبت رسیده است.